# Copa d'Àfrica Femenina de Futbol

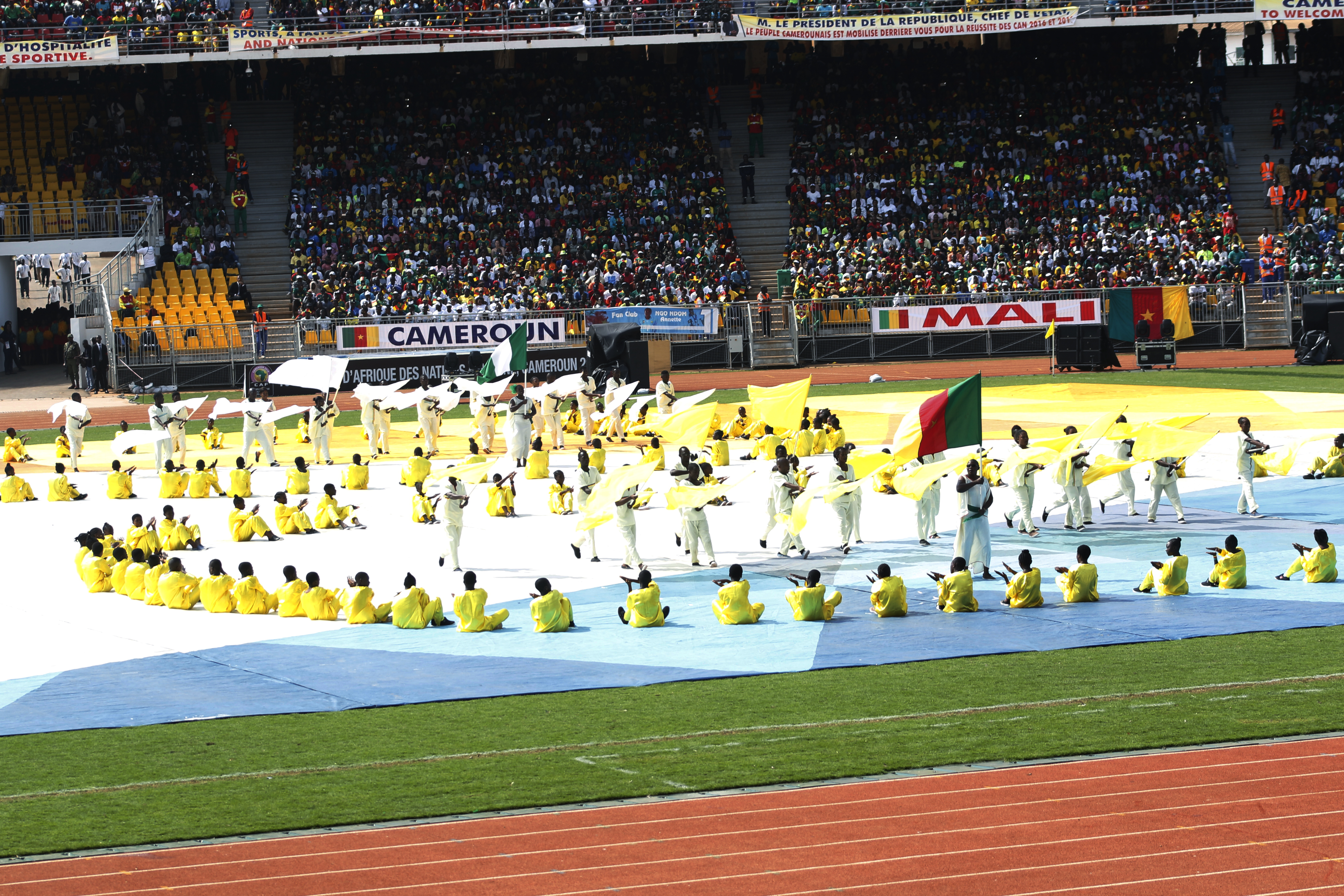
Cerimònia d'obertura del campionat

La Copa d'Àfrica de Nacions Femenina, coneguda fins a 2014 com a Campionat d'Àfrica Femení de Futbol, és un torneig organitzat per la Confederació Africana de Futbol per a les seleccions de futbol femení del continent. Se celebra cada dos anys, i la juguen vuit equips: el anfitriò i altres set que superen dues rondes de classificatòries. Serveix com a classificació per al Mundial; actualment es classifiquen els tres primers.
Nigèria és el gran dominador de la competició amb nou trofeus en onze edicions. L'altra selecció que l'ha aconseguit guanyar és Guinea Equatorial.

## Històric
- En blau els classificats per al Mundial.

| Edició | C           | SC          | SF1 (C)      | SF2 (SC)   | QF1 (C)      | QF2 (SC)     | QF3 (SF1)  | QF4 (SF2)  |             |
| ------ | ----------- | ----------- | ------------ | ---------- | ------------ | ------------ | ---------- | ---------- | ----------- |
| 1991   | Nigèria     | Camerun     | Guinea       | Zàmbia     | Ghana        | Congo        | Senegal    | Zimbabwe   |             |
| 1995   | Nigèria     | Sud-àfrica  | Ghana        | Angola     | Sierra Leone | Zàmbia       | Guinea     | Camerun    |             |
| Edició | C           | SC          | 3r           | 4t         | 3r GrA       | 3r GrB       | 4t GrA     | 4t GrB     | Millor jug. |
| 1998   | Nigèria     | Ghana       | Camerun      | RD Congo   | Marroc       | Sud-àfrica   | Egipte     | Mozambique |             |
| 2000   | Nigèria     | Sud-àfrica  | Ghana        | Zimbabwe   | Uganda       | Camerun      | Réunion    | Marroc     |             |
| 2002   | Nigèria     | Ghana       | Camerun      | Sud-àfrica | Mali         | Angola       | Etiòpia    | Zimbabwe   |             |
| 2004   | Nigèria     | Camerun     | Ghana        | Etiòpia    | Zimbabwe     | Algèria      | Sud-àfrica | Mali       |             |
| 2006   | Nigèria     | Ghana       | Sud-àfrica   | Camerun    | Guinea Equ.  | Mali         | Algèria    | RD Congo   |             |
| 2008   | Guinea Equ. | Sud-àfrica  | Nigèria      | Camerun    | Congo        | Ghana        | Mali       | Tunísia    |             |
| 2010   | Nigèria     | Guinea Equ. | Sud-àfrica   | Camerun    | Mali         | Ghana        | Tanzània   | Algèria    |             |
| 2012   | Guinea Equ. | Sud-àfrica  | Camerun      | Nigèria    | RD Congo     | Costa Marfil | Senegal    | Etiòpia    |             |
| 2014   | Nigèria     | Camerun     | Costa Marfil | Sud-àfrica | Namibia      | Ghana        | Zàmbia     | Algèria    | Oshoala     |